# قائمة التراث الثقافي اللامادي في المغرب

هناك فرق وتداخل في نفس الوقت بين التراث الثقافي اللامادي للإنسانية والتراث الشفهي اللامادي للإنسانية.
إلا أن التراث الشفهي اللامادي للإنسانية يعتبر جزءا من التراث الثقافي اللامادي للإنسانية.

## لمحة تاريخية عن قائمة التراث الثقافي الشفهي اللامادي
جاءت فكرة المشروع من طرف المهتمين بالتراث الشفهي اللامادي الموروث والمتبقي بالنسبة لأنشطة ساحة جامع الفنا، حيث بات الشعور بالقلق إزاء تلاشي بعض مقومات التراث الشفهي بساحة جامع الفنا بمدينة مراكش بالمغرب.
وفي عام 1997، بادر عدد من المثقفين المغاربة ومنظمة اليونسكو بعقد اجتماع في مدينة مراكش المغربية حدد خلاله مفهوم «التراث الشفوي للإنسانية». وتقرر خلاله التفريق بين أعمال هذا التراث بهدف حفظها وإبراز قيمتها، وذلك في إطار «إعلان روائع التراث الشفوي والتراث اللامادي للإنسانية». وفي عام 2001 أعلنت لأول مرة قائمة مأثورات تقدمت بها الدول. وتوضع قائمة جديدة كل سنتين. ويجب أن تكون المأثورات المقترحة تعبيرا ثقافيا حيا أو مهددا، كما يجب أن تكون قد وضعت لها برامج لصيانتها وتطويرها. وفي عام 2003 تبنت الدول الأعضاء في اليونسكو اتفاقية لصون التراث الشفهي اللامادي للإنسانية، التي دخلت حيز التنفيذ في شهر أبريل 2006. وقد أعطيت التوجيهات العملية لهذه المعاهدة من قبل اللجنة الدولية الحكومية، وحددت قائمة تمثيلية وأخرى تستوجب الصون الاستعجالي لتظهر عليها المأثورات التي حددت سابقا وتسجل عليها سنويًا مأثورات جديدة.

## الإرث الحضاري للمغرب

شعار محرك بحث قوقل يوم 18 نوڤمبر 2014 (بمناسبة ذكرى يوم الإستقلال) بلوني العلم الوطني المغربي الأحمر والأخضر، لفارس تقليدي يحمل العلم الوطني تتوسطه النجمة الخماسية الخضراء

إن الموقع الجغرافي والإستراتيجي للمغرب جعله دوما صلة وصل بين حضارات الأمم، فالحضارة المغربية على مواقع التراث الإنساني متواجدة منذ حضارات فترة ما قبل التاريخ، ومنذ العصر الحجري القديم والأوسط والأعلى والحديث، ثم عصر المعادن إلى حوالي 3000 سنة ق.م، مرورا بعصر حضارات العصر الكلاسيكي بالمغرب من الفترة الفينيقية/القرطاجية والبونيقية والموريتانية بشمال المغرب ثم الفترة الرومانية إلى فترة الحضارات الإسلامية بالمغرب، وكما هو التباين الجغرافي فالتركيبة السكانية متباينة ومنسجمة بين العمقين العربي والإفريقي، كالفسيفساء ثقافيا بين العربي والبدوي (العروبي) والأمازيغي والأندلسي والصحراوي واليهودي والعنصر زنجي الأصل من جنوب الصحراء. فهو القطر العربي الوحيد الذي يملك منفذا بحريا مزدوجا بين المحيط الأطلسي والضفة المتوسطية، فقد كان صلة وصل بين حضارات أمم العالم القديم، وقد تعزز هذا الوضع الإستراتيجي يوم أصبح ممرا حيويا بين أقطار المتوسط والعالم الجديد، بل امتد إلى القرن العشرين مما زاد في صبغته كتراث ثقافي إنساني ذو قيمة كونية خاصة، من بوابة الساحتين العربية والإفريقية، انفتاحا على الكوسموبوليتية منذ البداية المبكرة للقرن العشرين، من خلال المدن الساحلية وعلى رأسها الدار البيضاء ثم طنجة، واكتسبت المدينة خصوصيتها القرنعشرينية العتيقة، كونها كانت مأهولة بمغاربة مسلمين ومغاربة يهود، إضافة إلى أوروبيين من جنسيات مختلفة فارين من جحيم الحرب العالمية الثانية، منهم إسبان وإيطاليون وبرتغاليون وفرنسيون، وكذلك أفارقة جنوب الصحراء، منهم أدباء وصيادين وحرفيين وبنائين وتجار ومستثمرين وأساتذة. ويعتبر الفيلم الهوليودي العالمي كازابلانكا أحد رموزه وروائع الفن السابع الذي يوثق لتلك المرحلة.
كل هذه الأمور بين الإرث التاريخي والموقع الجغرافي، جعلت من المغرب الأكثر غنى بين البلدان العربية والإفريقية من حيث المواقع المدرجة على قائمة التراث العالمي.

## قائمة اليونسكو للتراث الثقافي اللامادي في المغرب
وكما هو الشأن لقائمة "مواقع التراث العالمي المادي للإنسانية في المغرب"، ساعد الإرث الحضاري العريق والمتنوع للمغرب في بروز عدة روائع من التراث الثقافي اللامادي ضمن التراث الثقافي غير المادي للإنسانية، وقد سجل المغرب إلى حدود معطيات سنة أكتوبر 2015 ستة مواقع، ندرجها كالتالي مع الشرح وتدوين سنة التسجيل:
| الاسم                                   | الصورة | الموقع والإحداثيات | الرقم | سنة التسجيل | الوصف |
| --------------------------------------- | ------ | --- | ----- | ----------- | --- |
| عادات وممارسات ودراية بشأن شجرة الأرغان |        | السوس الأقصى 30°18′N 9°20′W / 30.300°N 9.333°W                                                                                | 00955 | 2008        | يتم استخراج زيت أرغان المعد للتغدية بمجهود يدوي، يتطلب الأمر مجهوداً يدويا لدى النساء المتخصصات في استخراجه لكسر النواة واستخراج اللوزة، ونواة الأركان أشد صلابة بمقدار خمسة عشر مرة من نواة البندق. بعد أن تكسر النواة تزال عنها القشور الخشبية ليتم تسخين اللوزة أوتخبز على النار ثم تطحن برحى يدوية مصنوعة لطحن الأركان، وتؤخذ العجينة المطحونة فتعصر باليد لاستخراج الزيت. في حالة زيت الأركان الطازج، المستخدم للتجميل، فلا يتم تسخين اللوزة بل تطحن طازجة ليستخرج الزيت منها مباشرة. وجدير بالذكر أنه من أجل الحصول على لتر واحد من هذا الزيت، يلزم ما مقداره 70 كيلوغرام من ثمر الأرغان. يتم إعطاء زيت الأركان كهدية زفاف، ويستخدم على نطاق واسع في إعداد أطباق احتفالية متنوعة كأملو، وهو عبارة عن وصفة من المطبخ المغربي وهو خليط من زيت الأركان إضافة إلى اللوز والعسل. يتناول أملو أساسا في وجبة الفطور واللمجة مع الخبز مصحوبا بأتاي وهو معروف بخواصه المقوية. |
| الحمية المتوسطية                        |        | المغرب المتوسطي بالإشتراك مع قبرص – كرواتيا – إسبانيا – اليونان – إيطاليا – البرتغال 34°2′0″N 6°50′0″W / 34.03333°N 6.83333°W | 00884 | 2008        | حمية البحر الأبيض المتوسط هي توصية غذائية حديثة تتميز بها الأنماط الغذائية التقليدية لبعض دول المتوسط منها المغرب واليونان وجنوب إيطاليا، وإسبانيا ترتكز الجوانب الرئيسية لهذا النظام الغذائي على استهلاك نسبة عالية من زيت الزيتون والبقوليات والحبوب الكاملة والحبوب غير المكررة، والفواكه، والخضروات، واستهلاك كمية معتدلة إلى كبيرة من الأسماك. ويعتبر المطبخ المغربي عريقا ومن أكثر المطابخ تنوعا في العالم. فهو مزيج من المطبخ الامازيغي والعربي، والمغاربي، والشرق أوسطي، والمتوسطي والأفريقي. ساعده في ذلك أنه يتوفر على خاصيات غذائية متميزة وغنية في هذا الإطار، منها اعتماد زيت الزيتون كمادة غذائية أساسية بالإضافة إلى توفره على شجر الأرغان واعتماد الخضروات والفواكه والفواكه الجافة والشاي في النظام الغذائي اليومي المتميز بصفات حمية البحر الأبيض المتوسط. حيث يصنف من بعض الإختصاصيين الأول عربيا وإفريقيا والثالث عالميا.                             |
| موسم طانطان                             |        | طانطان 28°26′N 11°06′W / 28.433°N 11.100°W                                                                                    | 1401  | 2005        | صنف ضمن روائع التراث الشفهي اللامادي للإنسانية، وهو موسم سنوي يحافظ على تراث المنطقة الثقافي اللاّمادي. يتميز بتعدد أشكاله الثقافية اللامادية من موسيقى ورقص وطقوس وميثولوجيا ومعارف وممارسات ذات صلة بالطبيعة والكون ومهارات مرتبطة بالممارسات الحرفية التقليدية بالإضافة إلى مجالات ثقافية أخرى متنوعة. |
| فضاء جامع الفناء الثقافيّ                |        | مراكش 31°37′33″N 7°59′22″W / 31.62583°N 7.98944°W                                                                             | 00014 | 2008        | يرجع تاريخ ساحة الفنا إلى عهد تأسيس مدينة مراكش سنة (1070-1071)م، في عهد الدولة المرابطية خلال القرن الخامس الهجري كنواة للتسوق، تزايدت بعد تشييد مسجد الكتبية بعد قرابة قرن كامل. وهي تعد رمزا للمدينة، تتميز بحيويتها وجاذبيتها. كأحد أبرز المجالات الثقافيّة في مراكش وقد استحالت أحد رموز المدينة منذ تأسيسها في القرن الحادي عشر. وهي تمثّل تجمّعاً فريداً من نوعه لتقاليد الشعب المغربي الشعبية التي تؤدى من خلال التعابير الموسيقيّة والدينيّة والفنيّة إضافة إلى اللقاء بحضارات العالم باعتبارها كأحد الوجهات السياحية العالمية في إفريقيا والجنوب المتوسط. وتقع هذه الساحة المثلثة عند مدخل المدينة تحوطها المقاهي والمتاجر والمباني العامة وتنشط فيها الأعمال التجاريّة اليوميّة ومختلف أشكال الترفيه. |
| الصقارة تراث إنساني حي                  |        | مناطق متعدد من المغرب، الشاوية، جبال الأطلس والشرق. 31°37′33″N 7°59′22″W / 31.62583°N 7.98944°W                               | 00732 | 2008        | تعتبر هواية الصقارة هواية عريقة وقديمة جدا في المغرب، اعتنت بها العديد من القبائل التي اهتمت بتربية الصقور، وقد صنفت ضمن التراث العالمي اللامادي في المغرب بالتشارك مع العديد من الدول التي تعرف ممارسة هذه الهواية ضمن تراثها الوطني، ومن هذه الدول الإمارات العربية المتحدة، النمسا، بلجيكا، الجمهورية التشيكية، فرنسا، هنغاريا، جمهورية كوريا، منغوليا، قطر، المملكة العربية السعودية، إسبانيا، الجمهورية العربية السورية. |
| مهرجان حب الملوك بمدينة صفرو            |        | مدينة صفرو. 33°49′N 4°51′W / 33.817°N 4.850°W                                                                                 | 00641 | 2012        | يعتبر المغرب من أهم البلدان المنتجة للكرز، بحوالي 7.4 ألف طن، وعملية جني ثمار الكرز تكون عادة ما بين نهاية شهر مايو وبداية شهر يوليو. وقد أسس مهرجان حب الملوك بمدينة صفرو في المغرب احتفاءا بهذه الفاكهة منذ عام 1920 ميلادية. يحضر هذا المهرجان الكثير من السياح الأجانب علاوة على الزوار المغاربة من العديد من المدن المختلفة. وتتزامن الاحتفالات مع نهاية موسم قطف فاكهة الكرز الذي يسمى (حب الملوك) في المغرب. لمدة ثلاثة أيام في يونيو من كل عام، ويعرف المهرجان اختيار ملكة الجمال، وقد كانت في السابق أحد رموز التعايش في المدينة، حيث يشارك في المسابقات مسلمات ويهوديات ومسيحيات، ولكن بعد هجرة الفرنسيين بعد الاستقلال ثم هجرة جل المغاربة من الديانة اليهودية اقتصرت المسابقة على الساكنة المحلية من المسلمات. |